# Tellervo nocturalis
Tellervo nocturalis är en fjärilsart som beskrevs av Siuiti Murayama 1958. Tellervo nocturalis ingår i släktet Tellervo och familjen praktfjärilar. Inga underarter finns listade i Catalogue of Life.